# فقمة فراء القطب الجنوبي
فقمة فراء القطب الجنوبي هي فقمة تعيش في الغالب في جزر ساب أنتاركتيكا.